# David Roth (Politiker)

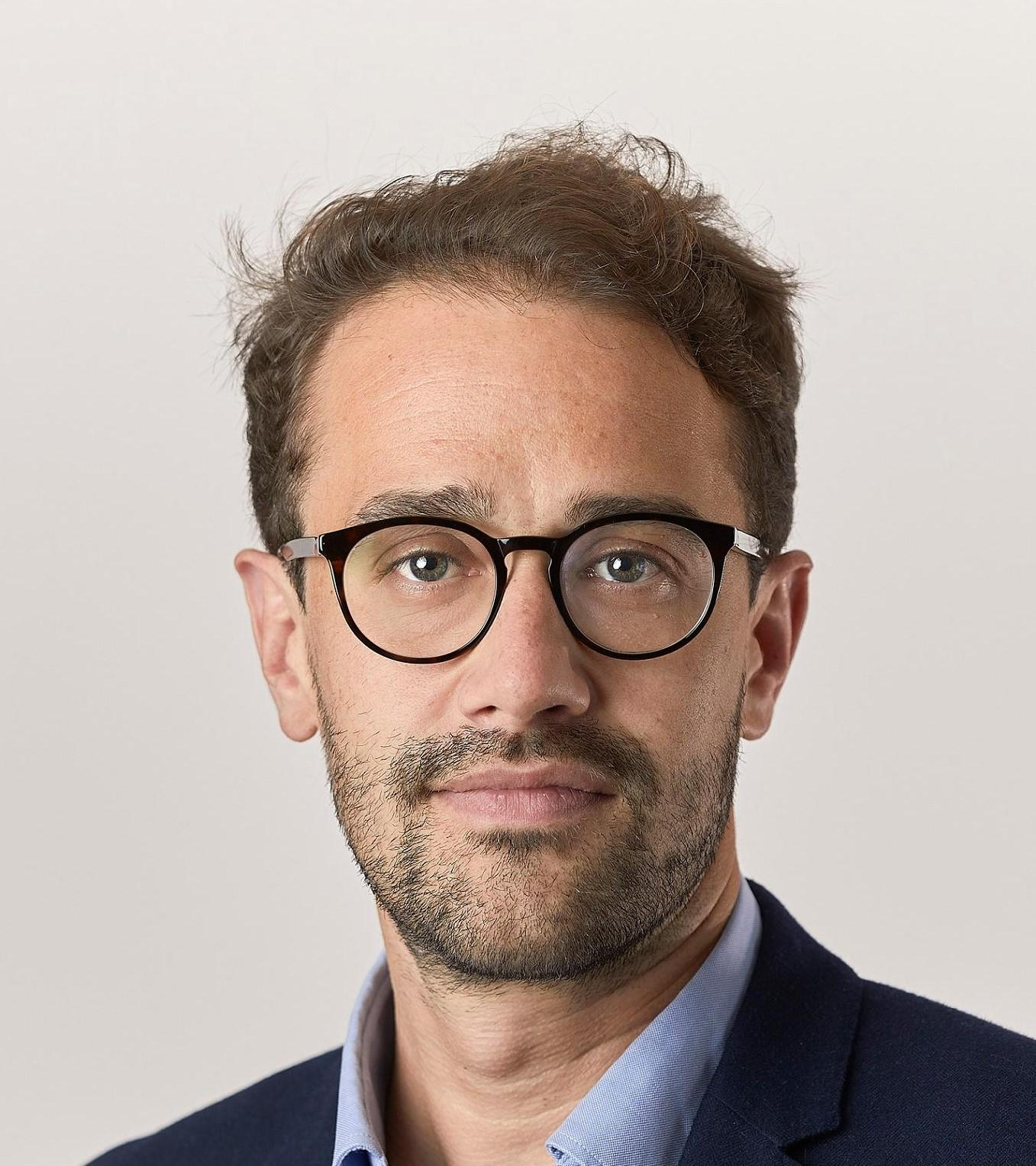
David Roth (2023)

David Roth (* 19. Mai 1985; heimatberechtigt in Luzern) ist ein Schweizer Politiker (Juso/SP) und Gewerkschafter.

## Biografie
Roth gehörte ab 2008, als er von der SP nachnominiert wurde, dem Grossen Stadtrat von Luzern an. In den Stadtwahlen vom 14. Juni 2009, in denen auch die Juso erstmals einen Sitz erhielten, wurde er im Amt bestätigt.
Am 12. März 2011 wurde er als Nachfolger von Cédric Wermuth zum Präsidenten der Juso Schweiz gewählt. Ebenfalls als Nachfolger von Cédric Wermuth wurde David Roth am 3. Dezember 2011 an der Delegiertenversammlung in Luzern einstimmig zum Vizepräsidenten der SP Schweiz gewählt. Am 10. April 2011 wurde David Roth in den Luzerner Kantonsrat gewählt, weshalb er von seinem bisherigen Amt als Grossstadtrat zurücktrat. Im März 2014 trat er von seinem Amt als Juso-Präsident ab, als Nachfolger wurde Fabian Molina gewählt. Seit Frühling 2015 ist Roth Präsident der SP Kanton Luzern.
Roth kandidierte bei den Schweizer Parlamentswahlen 2011, 2015 und 2019 für einen Sitz im Nationalrat, jeweils ohne gewählt zu werden. Bei den Wahlen 2019 fehlten ihm 250 Stimmen, um gewählt zu werden. Bei den Wahlen 2023 schaffte er schliesslich die Wahl in den Nationalrat.
Im August 2021 wurde David Roth als Vizepräsident erneut in das Präsidium der SP Schweiz gewählt.

## Politisches Profil
David Roth machte sich als Jungpolitiker einen Namen im Engagement für mehr kulturelle Freiräume und gegen staatliche Überwachung.
Seit seiner Wahl in den Kantonsrat von Luzern sind seine Schwerpunkte als Mitglied der Kommission für Wirtschaft und Abgaben sowie der Planungs- und Finanzkommission in der Steuer- und Finanzpolitik. 2023 wurde er zum Präsidenten der Kommission für Gesundheit, Arbeit und soziale Sicherheit gewählt.
Mit verschiedenen Vorstössen versucht Roth die Plattformvermietung von Wohnungen an Touristen einzugrenzen und hat dabei insbesondere die Firma Airbnb im Visier.
Als Präsident der SP Kanton Luzern kämpfte Roth über Jahre für höhere Verbilligung von Krankenkassenprämien. Im Jahr 2019 gewann die SP Kanton Luzern vor dem Bundesgericht. Das wegweisende Urteil führte zu einer halben Milliarde höheren Beiträgen pro Jahr für Familien mit Kindern.

## Beruflicher Werdegang
Roth arbeitete als Jugendlicher als Werbeverträger, später in verschiedenen Funktionen für das Luzerner Radio 3FACH, in einem Kulturzentrum in Freiburg und für die SP Schweiz. Seit 2016 arbeitet er für die Gewerkschaft syndicom, seit 2018 als Zentralsekretär. In dieser Tätigkeit hat er mehrere Gesamtarbeitsverträge (GAV) verhandelt, darunter den GAV Post, sowie den europaweit ersten GAV für Velokuriere.